# Pla de les Taràntules

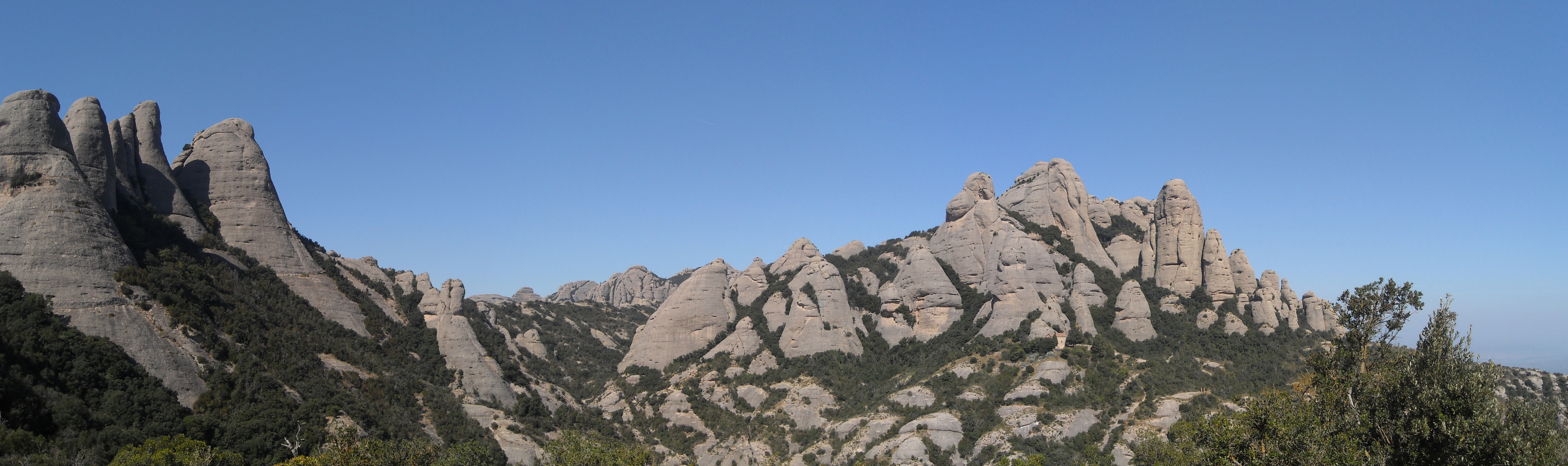
Vista de Montserrat des del Pla de les Taràntules

El Pla de les Taràntules es troba al massís de Montserrat (Catalunya), el qual és un pla que es troba al cor de la regió de Tebes, entre les característiques agulles de Les Gorres i les seues ermites.

## Descripció
En aquest pla hi ha l'estació superior del funicular de Sant Joan, el qual és emprat per milers de turistes i pelegrins que visiten el Monestir de Montserrat cada any (de fet, és l'accés més còmode i ràpid a la part alta de la muntanya). El recorregut del funicular és aeri i espectacular, ja que la paret i el sostre del vagó són de vidre i ofereixen una visió vertiginosa del recinte del monestir i del barranc per on puja l'enginy. El funicular fou inaugurat l'any 1918 i posteriorment fou remodelat dues vegades: el 1926 i el 1997. El seu traçat, amb pendents del 65%, supera un desnivell de 250 metres amb un recorregut de 500 metres. Des de l'estació superior podem fer un passeig i visitar les ermites de l'entorn, entre les quals destaquen la de Sant Joan i la de Sant Onofre. També podem anar més lluny seguint el camí Nou de Sant Jeroni, que passa pel peu de Les Gorres i enfila fins al punt més alt de Montserrat. Al marge del funicular, el qual podem emprar si ens volem estalviar la pujada, és molt recomanable fer a peu el camí de tornada al monestir. Passarem pel pla de Sant Miquel, on veurem la pintoresca caseta del guaita, i pel mirador de la Creu de Sant Miquel, que ofereix la millor vista del monestir i els seus entorns.

## Accés
Aparquem el vehicle al monestir i seguim l'itinerari de la Creu de Sant Miquel. Després d'arribar al mirador de la Creu, seguim caminant pel camí de Sant Miquel. Passem la capella i arribem al pla de Sant Miquel. Ignorem les senderes que baixen pel vessant sud i seguim pujant per la pista pavimentada, coneguda en aquest tram com el camí de les Ermites. La pista serpenteja per la muntanya i, després d'un collet, baixa al pla de les Taràntules, on trobem l'estació superior del funicular de Sant Joan. Des del pla podem fer una visita a la regió de Les Gorres i les seues ermites o seguir pujant fins a Sant Jeroni.